# 액취증
액취증(腋臭症, hircismus)은 피부의 아포크린선에서 분비되는 땀이 원인이 되는 독특한 냄새(체취)의 일종이다. 특히 겨드랑이를 가리키는 경우가 많다. 겨드랑이 냄새, 또는 암내라고도 한다. 인간의 자연스러운 신체 현상으로 병은 아니나, 특유의 고약한 냄새로 인하여 타인에게 불쾌감을 줄 수 있다. 페티시즘을 유발하는 요소이기도 하다.

## 증상
보통 운동시에 나는 겨드랑이의 땀은 에크린선에 분비되며 보통 땀냄새라고 하면 이것을 가리키는데, 아포크린선이 발달된 사람의 경우 일반 땀냄새와는 다른 특유의 냄새가 난다. 아포크린선 분비물 자체는 무색무취이나 이것이 선 분비물과 혼합되어 피부에 사는 세균에 의해 분해되면서 액취증의 원인 물질을 발생시킨다. 아포크린샘 분비물은 보통 땀이 많은 다한증세와 더불어 의복의 색깔이 변색되는 현상이 발견된다. 일부의 경우에는 겨드랑이 외에 유륜이나 성기 주변에서도 아포크린 분비물이 분비되는 경우가 있다.

## 액취증의 진단
액취증 진단에는 절개에 의한 아포크린선 확인과 귀지 확인이라는 두 가지 방법이 있다. 귀지는 사람에 따라 마른 귀지와 젖은 귀지의 두 종류가 있는데, 젖은 귀지는 귀속에 있는 아포크린선의 땀이 원인이다. 따라서 액취증이 있는 사람은 젖은 귀지일 확률이 아주 높다. 귓속의 아포크린선은 어릴 때 발달하기 시작하여, 액취증이 시작되는 사춘기 이전부터 확인이 가능하다.
액취증은 우성유전인 인자이다. 부모 중 한 명이 액취증일 경우, 자녀는 50%, 양친이 모두 액취증일 경우, 약 80%의 확률로 액취증이 유전된다.

## 같이 보기
- 데오도란트